# Fiodor Matveïev
Fiodor Matveïev (1758-1826 ; en russe : Фёдор Михайлович Матвеев) est un peintre russe, paysagiste, un maître du paysage classique, né en 1758 en Russie et mort en 1826 en Italie.

## Biographie
Il est le fils d'un soldat du régiment Izmaïlovski.
À l'âge de 16 ans, en 1764, il est accepté comme élève à l'Académie russe des beaux-arts. En 1776, il commence à suivre la classe spécialisée en étude des paysages et en 1778, comme premier de classe, il obtient la médaille d'or et une bourse pour un séjour d'un an d'étude à Rome. Il vivra 47 ans en Italie. Il pense plus d'une fois retourner en Russie : en 1789 et 1795 il s'adresse à l'Académie des beaux-arts pour obtenir de quoi payer ses dettes et le voyage de retour. Dix ans plus tard, il écrit à nouveau pour revenir au pays. En 1806, il envoie un tableau à l'Académie intitulé Vue de Naples au pied du Pausilippe, qui lui vaut d'obtenir le titre d'académicien.
Il mourra en Italie en 1826. Le jeune peintre russe Sylvestre Chtchedrine l'invite à travailler à son atelier de Rome parce qu'il considère Matveïev comme l'un des meilleurs paysagiste de l'époque. Matveïev fait preuve d'une facilité d'exécution, d'une précision (qui va jusqu'à reproduire les feuilles des différentes espèces d'arbres chacune selon ses spécificités), d'un goût dans le choix de couleurs, d'une capacité d'expression de la lumière. Il est aussi inimitable pour peindre les plans lointains de paysages. 

## Œuvres
Parmi ses meilleurs toiles, il faut citer : Vue des environs de Naples (1806), Vue du Lac majeur (1808), Vue de Rome, le Colisée (1816), Vue du lac de Bolsena en Italie (1819), qui témoignent de son tempérament et de son goût pour le classicisme. En 2008, à la Galerie Tretiakov eut lieu une exposition anniversaire où furent présentées 80 œuvres de 11 musées différents et de plusieurs collections privées. En dehors de telles occasions, ces œuvres sont souvent stockées dans des caves de musées ou dans de petits musées en province. C'est ainsi qu'ont été présentées des toiles anciennes de Matveïev qui ont été conservées : Paysage avec des bergers, le pâturage du bétail (1778, collection privée В. А. et Е. А. Semenikhy, Moscou) ; Vue des temples de Paestum de la collection de l'Ermitage ; Vues de cascades (Musées des beaux-arts de Rybinsk et Novgorod) ; Vues des Forums impériaux à Rome ; Environs de Naples provenant du Musée national des beaux-arts de Biélorussie.

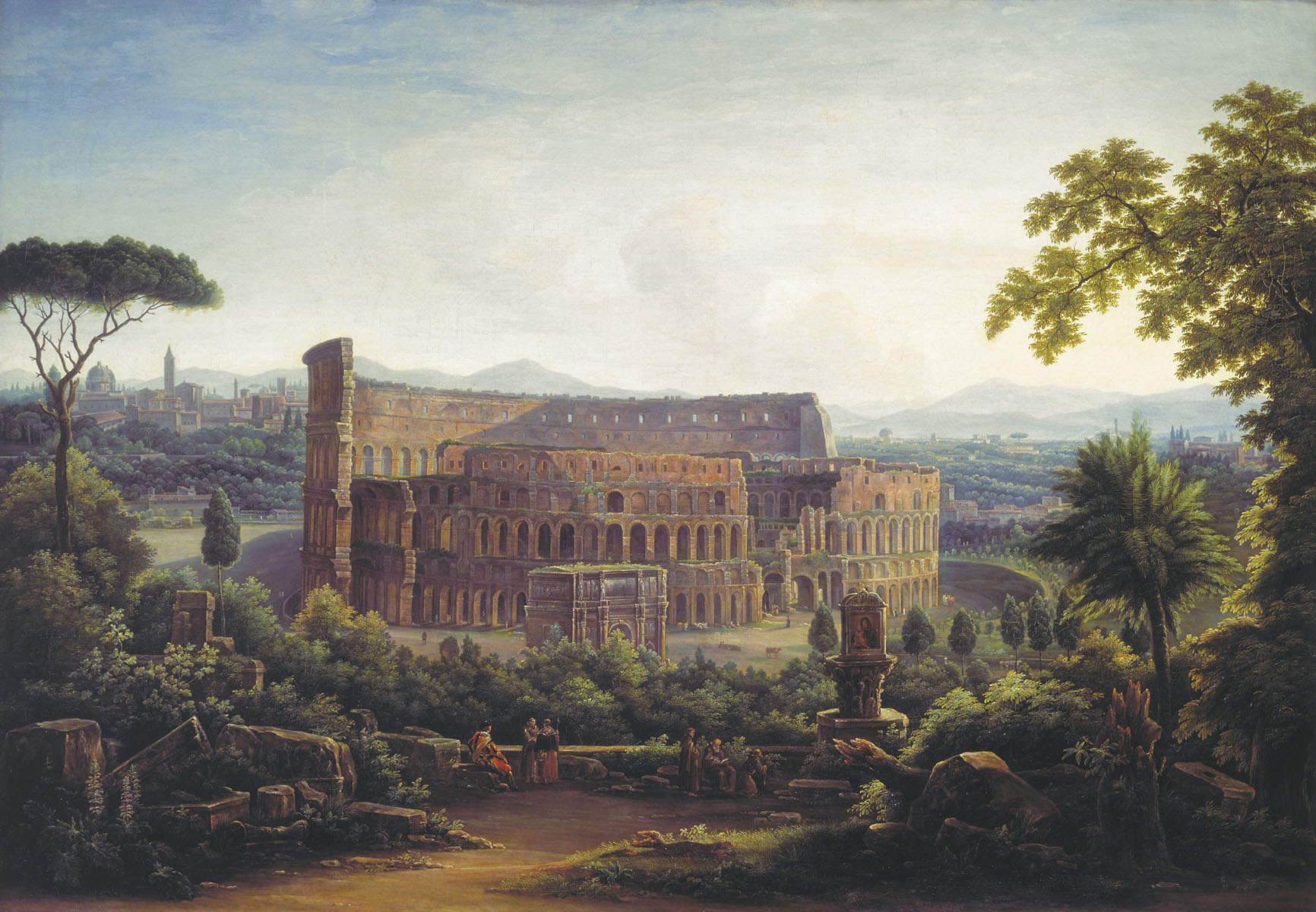
Vue de Rome. Colisée. 1816. Galerie Tretiakov
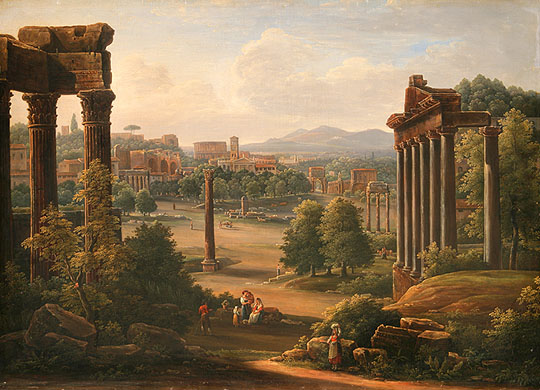
Rome. Ruines du Forum. 1816. Musée national des beaux-arts de Biélorussie
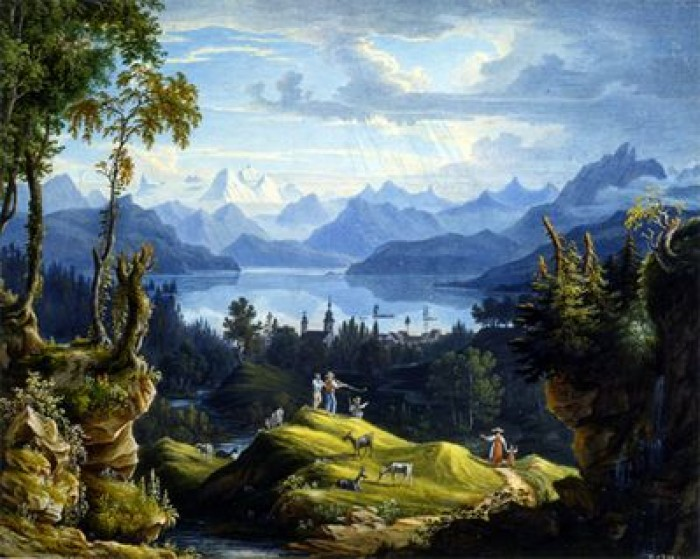
Paysage suisse. 1818. Musée de l'État à Nijni Novgorod
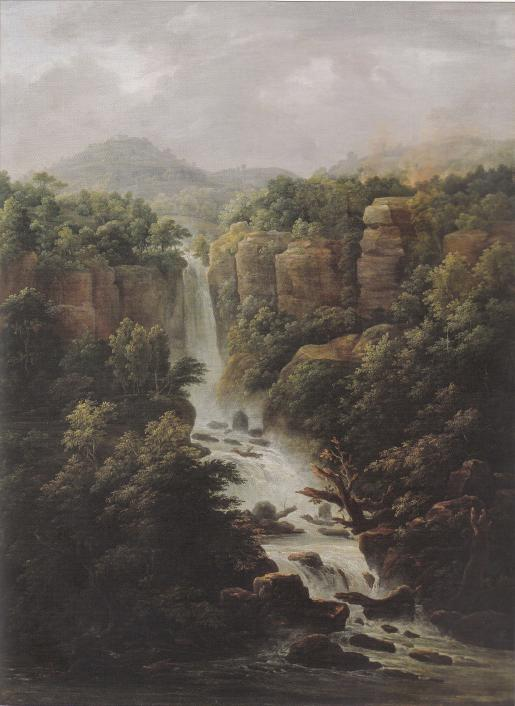
Cascades du Palais des papes près de Rome. 1818. Musée de l'État à Nijni Novgorod
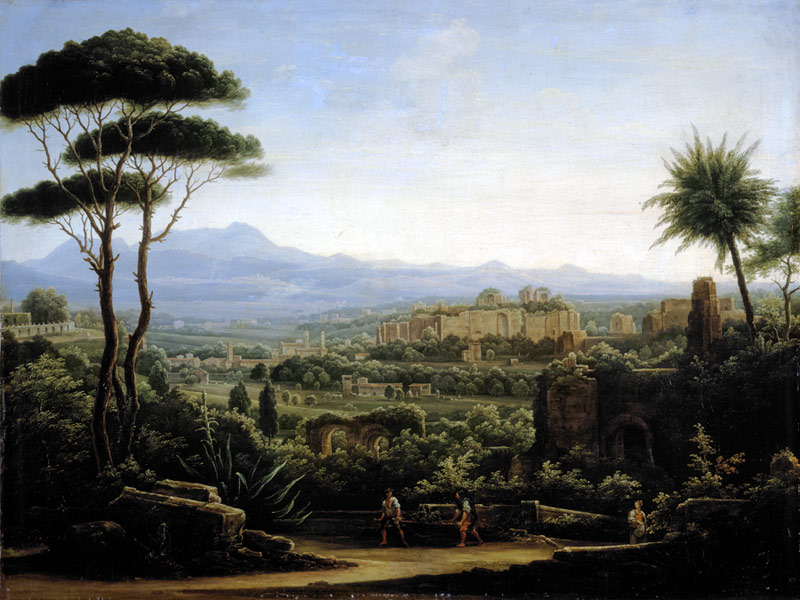
Les environs de Tivoli. 1819. Galerie Tretiakov

Le tableau Les Rapides d'Imatra (1819), conservé au Musée Russe, a été peint après un voyage de l'artiste à cette cascade d'Imatra qui deviendra un lieu de visite très apprécié des Pétersbourgeois, une des curiosités naturelles les plus visitées de Finlande à la fin du siècle. 

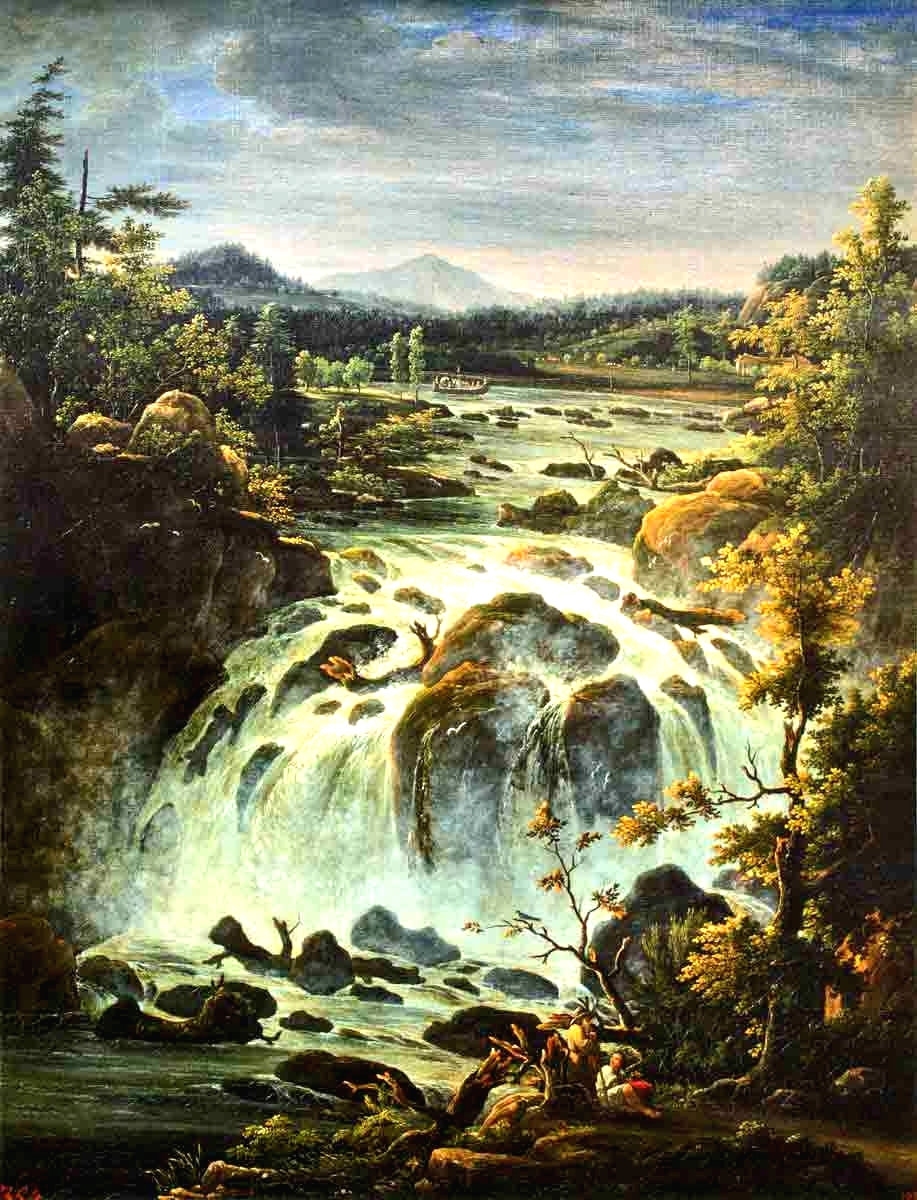
Rapides d'Imatra (1819)

 Fiodor Matveïev fut un des premiers peintres russes à peindre ces cascades, en 1819. En Russie, les artistes n'ont commencé à peindre la nature "sauvage" qu'un siècle après l'Europe de l'Ouest. Imatra, ce sont des cascades sur le cours de la rivière Vuoksi en Finlande, qui se jette dans le Lac Ladoga. Déjà en 1772, l'Impératrice Catherine II de Russie admirait beaucoup ces cascades et elle a lancé la mode des voyages vers cette région de Finlande située à 200 kilomètres de Saint-Pétersbourg. Plus tard, les Eusses donnèrent le nom prétentieux de « Niagara finlandaise » à ces chutes. D'autres peintres peignirent ces chutes et les alentours : Fiodor Vassiliev (1850—1873), Nicolas Roerich (1874—1947), Nikolaï Doubovskoï (1859-1918) et d'autres paysagistes réputés.
Cet endroit des chutes a perdu beaucoup de son intérêt depuis la construction d'une centrale hydroélectrique en 1929.
Elle donnait aux peintres ce qu'il recherchaient : le souffle de la nature, sa grandeur, son caractère sauvage.